# Рушевине цркве Светих цара Константина и царице Јелене
Рушевине цркве Светих цара Константина и царице Јелене се налазе у Орлану, насељеном месту, на територији општине Подујево, на Косову и Метохији. Представљају непокретно културно добро као споменик културе.
Рушевине се налазе на узвишењу изнад источне обале акумулационог језера Батлава, остаци цркве посвећене Светим Цару Константину и царици Јелени. Датује се у средњи век, на основу аналогије са црквом Богородице Браинске из 1378. године, која се налази десетак километара источно, у селу Браина. Од храма Светих Константина и Јелене сачувао се грађевински материјал са масивним тесаницима.

## Основ за упис у регистар
Решење Покрајинског завода за заштиту споменика културе у Приштини, бр. 978 од 29. 12. 1966. г. Закон о заштити споменика културе (Сл. гласник СРС бр. 3/66).